# Nazionale maschile di calcio della Comunità degli Stati Indipendenti
La nazionale di calcio della Comunità degli Stati Indipendenti è stata la rappresentativa calcistica della CSI nella fase finale del campionato europeo di calcio 1992, disputatosi in Svezia.
Dopo la dissoluzione dell'Unione Sovietica, l'11 gennaio 1992 fu costituita la federazione calcistica della CSI, riconosciuta dalla FIFA due giorni dopo. La neonata nazionale comprendeva gli atleti di undici delle quindici repubbliche ex sovietiche (quelli di Estonia, Lituania e Lettonia furono esclusi in quanto le loro nazioni si erano già separate da Mosca, mentre la Georgia si era già autosospesa dall’Unione Sovietica nel 1990, dichiarandosi autonoma).
Alla fase finale dell'Europeo collezionò due punti, frutto di due pareggi ed una sconfitta, chiudendo all'ultimo posto del gruppo B a pari punti con la Scozia e dietro Paesi Bassi e Germania.
Dopo la sconfitta con la Scozia per 3-0 del 18 giugno 1992, ogni atleta iniziò a giocare nella federazione di appartenenza.

## Nazionali nate dopo lo scioglimento
Dopo il campionato europeo di calcio 1992 aderirono alla FIFA, all'UEFA e all'AFC le seguenti nazionali:
- Russia (UEFA)
- Armenia (UEFA)
- Azerbaigian (UEFA)
- Bielorussia (UEFA)
- Moldavia (UEFA)
- Ucraina (UEFA)
- Kazakistan (dal 1992 al 2002 AFC, dal 2002 UEFA)
- Kirghizistan (AFC)
- Tagikistan (AFC)
- Turkmenistan (AFC)
- Uzbekistan (AFC)

## Nazionali già indipendenti
- Estonia (UEFA) dal 1991
- Lettonia (UEFA) dal 1991
- Lituania (UEFA) dal 1990
- Georgia (dichiaratasi autonoma nel 1990, fu accettata dall'UEFA nel 1992)

## Partecipazioni ai tornei internazionali
Legenda: Grassetto: Risultato migliore, Corsivo: Mancate partecipazioni

## Statistiche dettagliate sui tornei internazionali

### Campionati europei
| Anno | Luogo  | Piazzamento | V | N | P | Gol |
| ---- | ------ | ----------- | - | - | - | --- |
| 1992 | Svezia | Primo turno | 0 | 2 | 1 | 1:4 |

## Rose
Campionato d’Europa UEFA 19921 Charin, 2 Černyšov, 3 Tskhadadze, 4 Cvejba, 5 Kuznjecov, 6 Šalimov, 7 Mychajlyčenko, 8 Kančel'skis, 9 Alejnikaŭ, 10 Dobrovol'skij, 11 Juran, 12 Čerčesov, 13 Kir'jakov, 14 Ljutyj, 15 Kolyvanov, 16 Kuznecov, 17 Korneev, 18 Onopko, 19 Ledjachov, 20 Ivanov, CT: Byšovec

## Commissari tecnici
- 1992: Anatolij Byšovec

## Record individuali
Queste sono le classifiche relative alle maggiori presenze e reti nella Comunità degli Stati Indipendenti:
| # | Giocatore                                              | Periodo | Pres. | Reti  |
| - | ------------------------------------------------------ | ------- | ----- | ----- |
| 1 | Dmitrij Charin                                         | 1992    | 9     | 0     |
| 1 | Sergej Kir'jakov                                       | 1992    | 9     | 4     |
| 3 | Andrej Černyšov                                        | 1992    | 8     | 0     |
| 3 | Dmitrij Kuznecov                                       | 1992    | 8     | 0     |
| 5 | Achrik Cvejba                                          | 1992    | 7     | 1     |
| 5 | Igor' Ledjachov                                        | 1992    | 7     | 1     |
| 7 | K'akhaber Tskhadadze                                   | 1992    | 6     | 1     |
| 7 | Andrej Kančel'skis                                     | 1992    | 6     | 0     |
| 9 | Igor' Kolyvanov                                        | 1992    | 5     | 1     |
| 9 | Oleh Kuznjecov Andrej Pjatnickij Oleksij Mychajlyčenko | 1992    | 5     | 0 2 0 |

| # | Giocatore            | Periodo | Reti | Pres. | Reti/pr. |
| - | -------------------- | ------- | ---- | ----- | -------- |
| 1 | Sergej Kir'jakov     | 1992    | 4    | 9     | 0,44     |
| 2 | Andrej Pjatnickij    | 1992    | 2    | 5     | 0,4      |
| 3 | K'akhaber Tskhadadze | 1992    | 1    | 6     | 0,17     |
| 3 | Achrik Cvejba        | 1992    | 1    | 7     | 0,14     |
| 3 | Igor' Dobrovol'skij  | 1992    | 1    | 4     | 0,25     |
| 3 | Igor' Kolyvanov      | 1992    | 1    | 5     | 0,2      |
| 3 | Igor' Ledjachov      | 1992    | 1    | 7     | 0,14     |
| 3 | Oleg Sergeev         | 1992    | 1    | 4     | 0,25     |
|   |                      |         | 0    | 1     | 0        |
|   |                      |         | 0    | 1     | 0        |